# Cyathea andina
Cyathea andina är en ormbunkeart som först beskrevs av Karst., och fick sitt nu gällande namn av Karel Domin. Cyathea andina ingår i släktet Cyathea och familjen Cyatheaceae. Inga underarter finns listade.